# Rota (Maria Konopnicka)
Rota – opublikowany w 1908 r. wiersz Marii Konopnickiej, a także patriotyczna pieśń hymniczna. Dokładny czas i miejsce powstania Roty pozostają nieznane, choć podejmowano wiele prób ustalenia.
Wiersz składa się z czterech zwrotek, z czego trzy stanowią kanon jednej z polskich pieśni patriotycznych pod tym samym tytułem, do której w styczniu 1910 roku muzykę napisał Feliks Nowowiejski, polski kompozytor pochodzący z zaboru pruskiego, z Warmii. Melodia powstała w domu przy ul. Floriańskiej 20 w Krakowie, gdzie mieszkał wówczas Nowowiejski. Pierwotnie pieśń miała być przeznaczona dla krakowskich „sokołów”.
Pieśń została po raz pierwszy publicznie wykonana przez kilkuset chórzystów z terenów objętych zaborami 15 lipca 1910 w czasie uroczystości odsłonięcia pomnika Grunwaldzkiego w Krakowie, zorganizowanej w rocznicę 500-lecia zwycięstwa Polski w bitwie pod Grunwaldem. Połączonymi chórami z całej Polski dyrygował kompozytor. Podczas pierwszej prezentacji pieśń nosiła tytuł Grunwald, później została wydana w druku jako Hasło, a następnie przyjęła się jej nazwa Rota.
Oprócz Feliksa Nowowiejskiego melodię do Roty skomponowali również Władysław Krogulski, Ignacy Kossobudzki, Piotr Maszyński, Stanisław Niewiadomski, Edmund Urbanek i Władysław Rzepko, lecz żadna z tych melodii nie zyskała popularności.

## Kłopoty z ustaleniem pierwszej publikacji drukiem

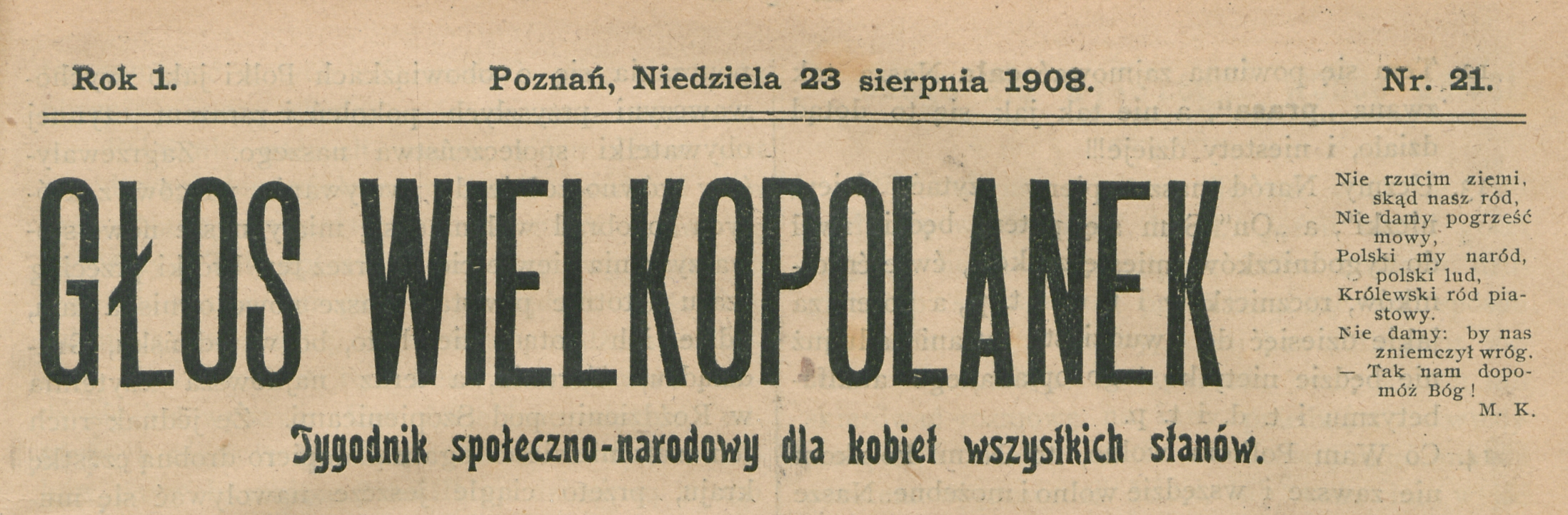
Winieta „Głosu Wielkopolanek” z 23 sierpnia 1908 r. z pierwszą zwrotką Roty w formie motta

Przez kilkadziesiąt lat przyjmowano, że utwór po raz pierwszy ukazał się w krakowskim miesięczniku „Przodownica” w połowie listopada 1908 r. Taka informacja występuje w większości opracowań na temat Roty. W 2008 r. Edward Pieścikowski z Wydziału Filologii Polskiej i Klasycznej UAM podał, że utwór po raz pierwszy opublikowany został 1908 r. w poznańskim tygodniku „Głos Wielkopolanek” w numerach 21–23 (23 sierpnia–6 września). Ze względu na cenzurę, kolejne zwrotki utworu były drukowane w kolejnych numerach pisma w formie motta maleńkimi literami obok winiety na stronie tytułowej. Słowa „Niemiec” i „dzieci” w trzeciej zwrotce wykropkowano. Z korespondencji autorki z redakcją wiadomo, że utwór istniał już w czerwcu 1908 r. Ustalenia Edwarda Pieścikowskiego nie weszły do powszechnego obiegu.

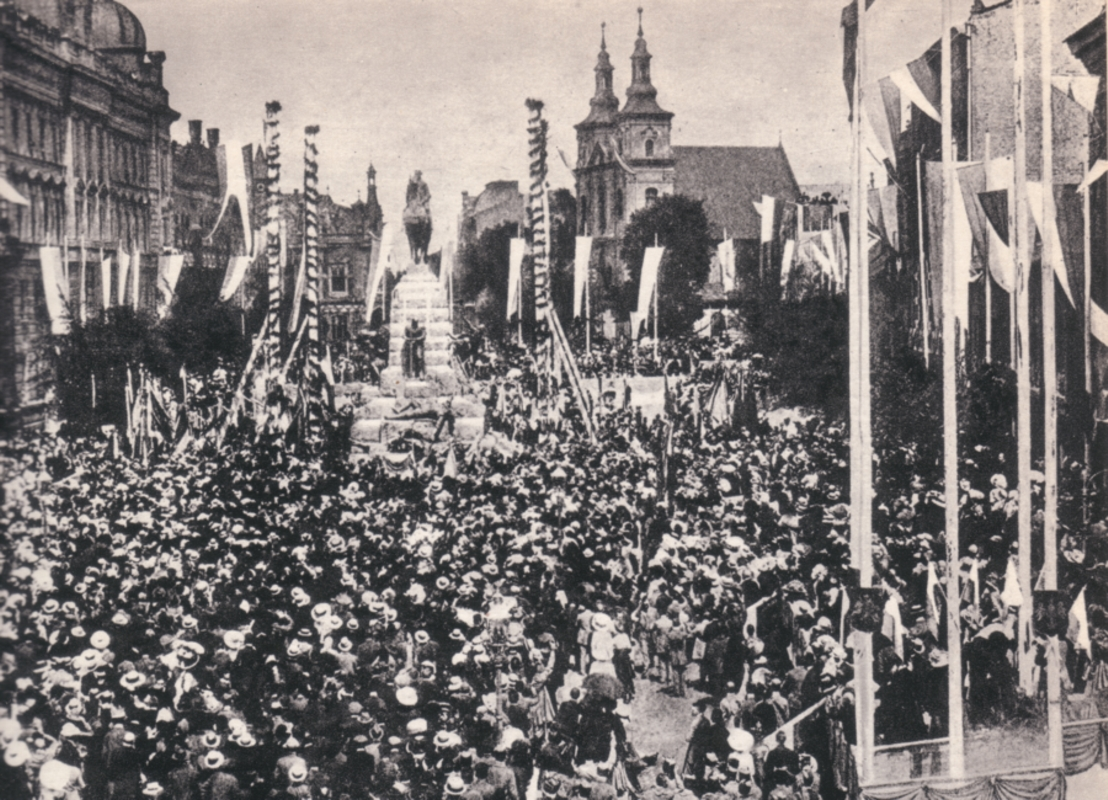
Uroczystość odsłonięcia pomnika Grunwaldzkiego w Krakowie 15 lipca 1910 roku, na której po raz pierwszy publicznie wykonano Rotę

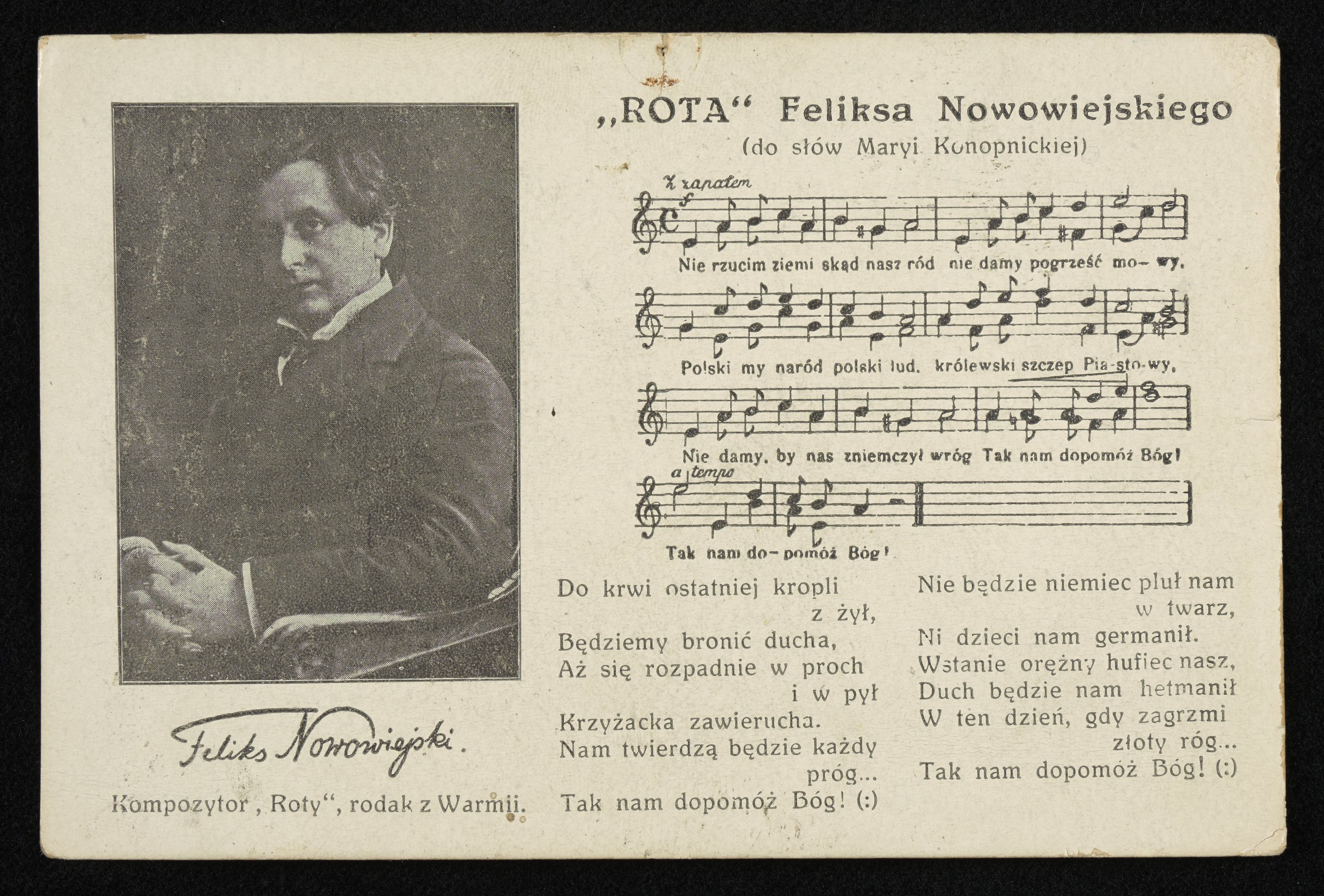
Rota, ze zdjęciem kompozytora Feliksa Nowowiejskiego wydana w 1920 roku z okazji plebiscytu na Warmii

W całości, w nieocenzurowanej wersji i pod tytułem Rota utwór został opublikowany po raz pierwszy w 1908 r. w „Gwiazdce Cieszyńskiej” (nr 90 z 7 listopada) z dedykacją autorki Ludowi Śląskiemu oraz dopiskiem redakcji, że została napisana specjalnie dla „Gwiazdki Cieszyńskiej”. W połowie listopada 1908 r. utwór został przedrukowany w krakowskim miesięczniku „Przodownica” (z tą samą dedykacją i przypiskiem redakcyjnym), a następnie w innych czasopismach. Do 2018 r. przyjmowano, że Rota po raz pierwszy w „Gwiazdce Cieszyńskiej” opublikowana została w 1910 r. (nr 17 z 26 lutego).

## Okoliczności powstaniaRoty
Utwór powstał pod wpływem oburzenia prześladowaniami polskości w zaborze pruskim (zob. germanizacja). Prawdopodobnie bezpośrednim impulsem do jego napisania był protestacyjny wiec kobiet w Poznaniu 10 maja 1908 r. zorganizowany m.in. w odpowiedzi na pruską ustawę o wywłaszczeniu oraz tzw. paragraf kagańcowy w ustawie o zebraniach i stowarzyszeniach. Konopnicka korespondencyjnie poparła wiec, wysyłając z Jedlicza datowany na 10 maja list o treści: Wiec Wielkopolanek pozdrawiamy. Wiecuje z Wami Polska cała, ufając, że umiłowaną dzielnicę Piastową uczynicie bohaterską redutą narodowego ducha. 21 czerwca 1908 r. redakcja „Głosu Wielkopolanek” pisała: Podziękę tę [za współpracę z pismem] w pierwszej linii składamy dzisiaj Zacnej Jubilatce Marii Konopnickiej za ostatni utwór pt. „Rota” łaskawie nam nadesłany. Niestety, ze względów karnej ustawy prasowej nie możemy dzisiaj umieścić go tak, jak wyszedł spod gorącego pióra Wielkiej Poetki.
Istniała teza, że Rota powstała na prośbę polskiego działacza narodowego na Śląsku Cieszyńskim i redaktora „Gwiazdki Cieszyńskiej”, ks. Józefa Londzina, jak utrzymywała córka pisarki Zofia Mickiewiczowa. Przy publikacji w „Gwiazdce Cieszyńskiej” w 1908 r. redakcja zamieściła dopisek: Wiersz ten napisała i przeznaczyła znana poetka umyślnie dla „Gwiazdki Cieszyńskiej”, chcąc podnieść ducha narodowego w Polakach śląskich, przechodzących obecnie ciężkie chwile. Dodatkowo utwór został opatrzony dedykacją autorki Ludowi Śląskiemu. Przy publikacji w „Gwiazdce Cieszyńskiej” w 1910 r. do utworu została dołączona informacja autorki: [...] Wiersz napisany dla Wielkopolski. Wy, tam na Śląsku, drodzy Rodacy, tak samo prześladowani jesteście i myślę, że dobrze jest umacniać ducha narodowego w szeregach walczących z germanizacyą. Pragnęłabym, aby Ślązacy nie tylko powtarzali w sercu swojem tę „Rotę” przysięgi, ale żeby to była pieśń ich i wyraz ich duszy [...].

## Rotajako hymn

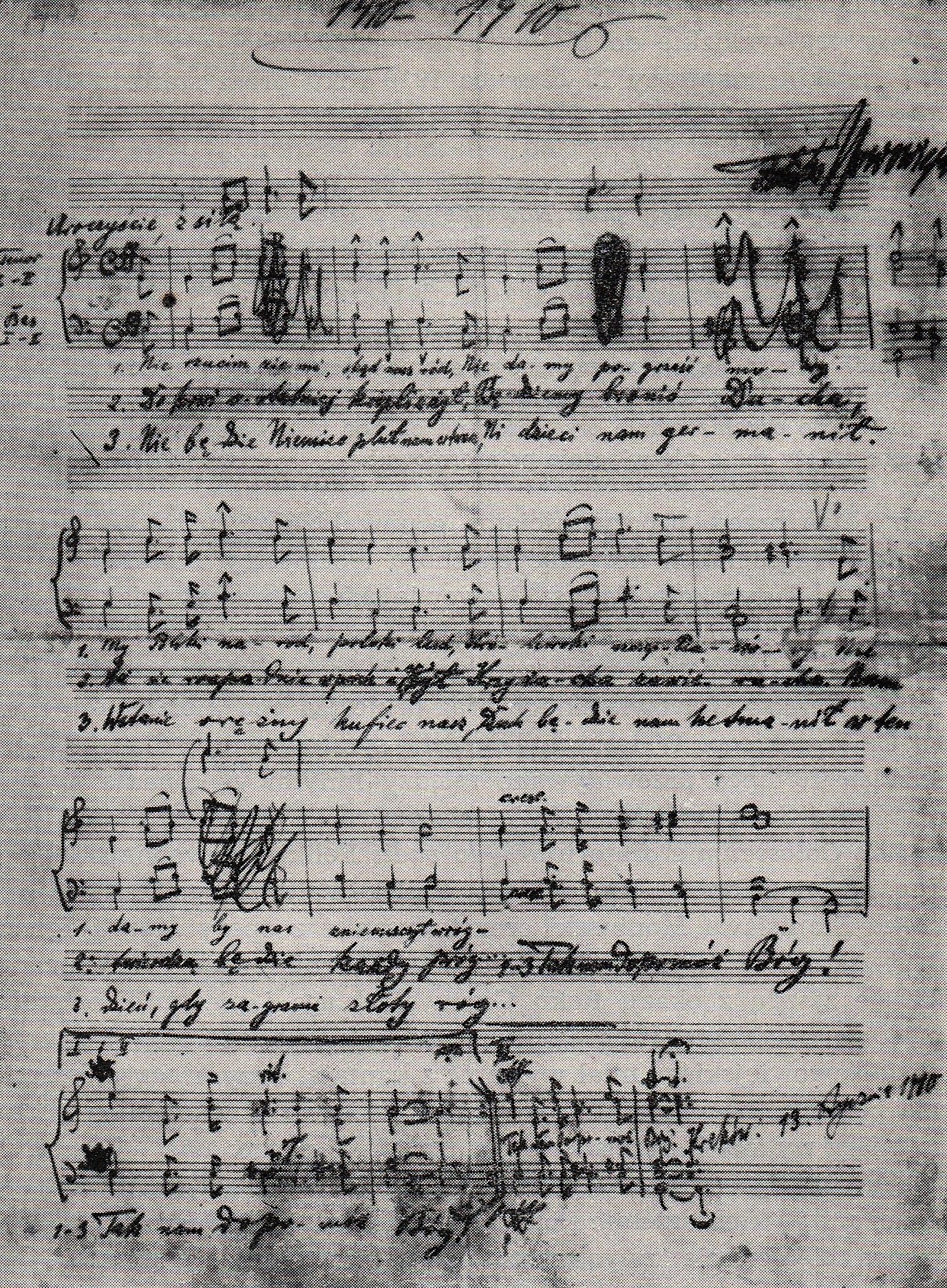
Rękopis muzyczny Roty ze zbiorów Biblioteki Jagiellońskiej

Zaraz po odzyskaniu przez Polskę niepodległości Rota rozpatrywana była jako hymn narodowy, ponadto:
- Rota była hymnem Litwy Środkowej.
- Rota jest hymnem Polskiego Stronnictwa Ludowego[15] i Ligi Polskich Rodzin.

## W kulturze
Przez kilkadziesiąt lat melodia Roty stanowiła ponadto sygnał wywoławczy Telewizji Poznań i Telewizji Gdańsk. Od 24 marca 2016 do 26 lutego 2024 codziennie o północy Polskie Radio Poznań emitowało pieśń.
Antoni Słonimski w „Kronikach tygodniowych” wydawanych w latach 1927–1939 napisał o Rocie: „Zaczyna się od uczenia na pamięć bardzo słabego wierszyka Konopnickiej pt. Rota: Nie będzie Niemiec pluł nam w twarz. Jest to dość minimalne jako program polityczny, oznacza to bowiem, że każdy inny może nam pluć w twarz, aby nie Niemiec, i że Niemiec też może pluć, aby nie w twarz”.